# Venton Evans
Venton Evans (Kingston, 19 de junio de 1998) es un futbolista jamaicano que juega en la demarcación de centrocampista para el Greenville Triumph SC de la USL League One.

## Selección nacional
Tras jugar en varias categorías inferiores, finalmente hizo su debut con la selección de fútbol de Jamaica en un partido amistoso contra Catar que finalizó con un resultado de empate a uno tras un gol de Khalid Muneer para Catar, y de Jourdaine Fletcher para Jamaica.

## Clubes
| Club                  | País           | Año       | Partidos | Goles |
| --------------------- | -------------- | --------- | -------- | ----- |
| Portmore United FC    | Jamaica        | 2017-2019 | 55       | 3     |
| UWI FC                | Jamaica        | 2020      | 8        | 0     |
| Inter de Miami II     | Estados Unidos | 2021      | 21       | 4     |
| Greenville Triumph SC | Estados Unidos | 2022-     | 26       | 6     |